# Siriano
Le siriano est une langue tucanoane de la branche orientale, parlée en Amazonie, en Colombie dans le Vaupés, le long des rivières Paca et Viña par 500 à 600 personnes.

## Phonologie

### Voyelles
|         | Antérieure | Centrale | Postérieure |
| ------- | ---------- | -------- | ----------- |
| Fermée  | i [i]      | ɨ [ɨ]    | u [u]       |
| Moyenne | e [e]      |          | o [o]       |
| Ouverte |            | a [a]    |             |

### Consonnes
|               |               | Bilabiale | Dentale | Palatale | Vélaire | Glottale |
| ------------- | ------------- | --------- | ------- | -------- | ------- | -------- |
| Occlusives    | Sourdes       | p [p]     | t [t]   |          | k [k]   |          |
| Occlusives    | Sonores       | b [b]     | d [d]   |          | g [g]   |          |
| Fricatives    | Fricatives    |           | s [s]   |          |         | h [h]    |
| Affriquées    | Sourdes       |           |         | c [t͡ʃ]   |         |          |
| Affriquées    | Aspirées      |           |         | j [d͡ʒ]   |         |          |
| Liquides      | Liquides      |           | r [r]   |          |         |          |
| Semi-voyelles | Semi-voyelles | w [w]     |         |          |         |          |